# Bundesstraße 15
Pour les articles homonymes, voir B15 et Route 15.
La Bundesstraße 15 (abrégé en B 15) est une Bundesstraße reliant Leupoldsgrün à Raubling.

## Localités traversées
- Leupoldsgrün
- Hof
- Rehau
- Mitterteich
- Tirschenreuth
- Neustadt an der Waldnaab
- Ratisbonne
- Schierling
- Neufahrn in Niederbayern
- Ergoldsbach
- Essenbach
- Landshut
- Taufkirchen (Vils)
- Dorfen
- Haag in Oberbayern
- Wasserburg am Inn
- Rott am Inn
- Rosenheim
- Raubling
- Reischenhart